# Lo Scheggia

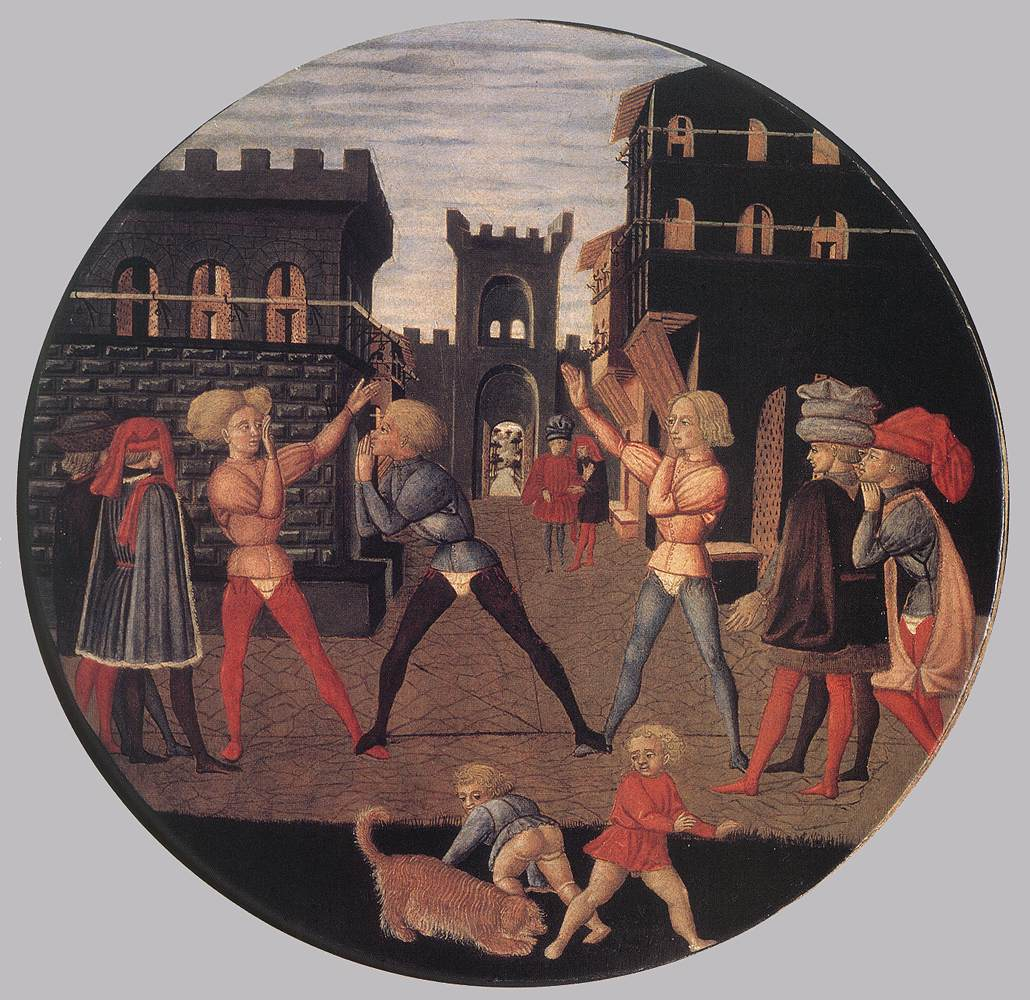
Lo Scheggia, Desco da parto col gioco del civettino, Museo di Palazzo Davanzati, Firenze

Giovanni di Ser Giovanni, detto lo Scheggia (San Giovanni Valdarno, 1406 – Firenze, 1486), è stato un pittore italiano, fratello del più famoso Masaccio.

## Biografia
Nato nel 1406 a San Giovanni Valdarno, si trasferì con la famiglia a Firenze nel 1417. Tra il 1420 e il 1421 entrò in rapporto con Bicci di Lorenzo, probabilmente come aiuto della bottega di quest'ultimo. Nel 1426 fu a Pisa come mallevadore del fratello Masaccio, di cui rifiuterà l'eredità, per l'inconsistenza di questa, nel 1428. Nel 1429 l'artista aveva una sua bottega nel popolo di Sant'Apollinare a Firenze.
Nel 1430 si iscrisse alla Compagnia di San Luca. Iscritto all'Arte dei Legnaioli come «forzerinario», nel 1433 si immatricolò all'Arte dei Medici e Speziali. Tra il 1436 e il 1440 forni i cartoni per le tarsie della Sagrestia delle Messe del duomo fiorentino.
In questi anni produce per la committenza cittadina soprattutto cassoni e mobili di lusso mentre per il contado esegue pale d'altare e affreschi, di questi ultimi rimane un frammento firmato con il Martirio di San Lorenzo nella chiesa di San Lorenzo a San Giovanni Valdarno. Nel 1449 in occasione della nascita di Lorenzo de' Medici esegue il desco da parto con il Trionfo della Fama oggi conservato al Metropolitan Museum of Art di New York. Lo Scheggia morì nel 1486 e fu sepolto nella chiesa di Santa Croce.

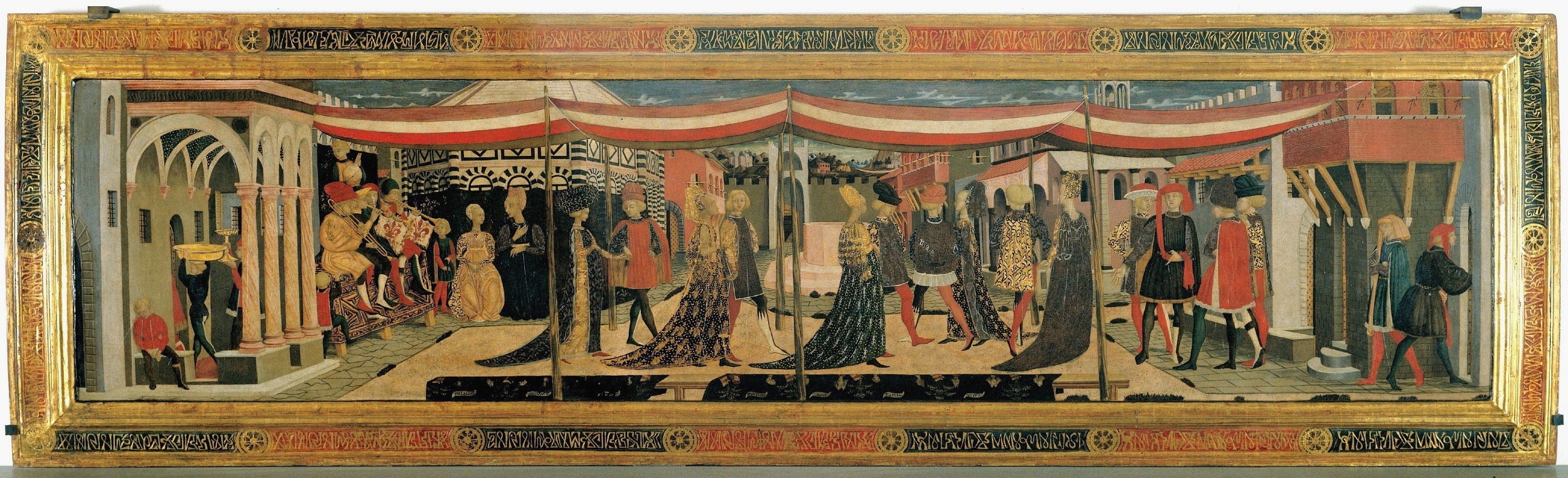
Cassone Adimari, pannello con raffigurata una scena di festa in Piazza del Duomo a Firenze.

Del suo catalogo fanno inoltre parte: una Madonna col Bambino (1440-1450), originariamente nella chiesa di San Lorenzo a San Giovanni Valdarno e una tempera su tavola raffigurante un Coro di Angeli Musicanti, parte di anta d'organo proveniente dalla sagrestia dell'Oratorio di San Lorenzo. Nell'ex abbazia vallombroscana di Soffena, inoltre, è conservata una sua pregevole Annunciazione e sempre al maestro è da riferire il cosiddetto Cassone Adimari, un pannello conservato alla Galleria dell'Accademia di Firenze con una scena di festa inserita in un paesaggio cittadino in prospettiva, nel quale si riconosce il Battistero di Firenze. 
Molto bello, in particolare per l’esecuzione delle architetture sullo sfondo in prospettiva centrale e per la folla dei personaggi dalle vesti riccamente decorate con dovizia di dettagli, il desco da parto con il giudizio di Salomone conservato al Virginia Museum of Fine Arts del 1468 circa.

## Opere
- Cassone Adimari
- Trionfo della Fama
- Storia di Coriolano
- Giudizio di Salomone, desco da parto, 1468, Virginia Museum of Fine Arts